# Lijst van voetbalinterlands Seychellen - Sierra Leone
Deze lijst van voetbalinterlands is een overzicht van alle officiële voetbalwedstrijden tussen de nationale teams van de Seychellen en Sierra Leone. De landen speelden tot op heden een keer tegen elkaar. Dat was een kwalificatiewedstrijd voor de Afrika Cup 2015 op 19 juli 2014 in Freetown.

## Wedstrijden
| № | Plaats   | Datum        | Competitie                   | Wedstrijd                 | Uitslag |
| - | -------- | ------------ | ---------------------------- | ------------------------- | ------- |
| 1 | Freetown | 19 juli 2014 | Afrika Cup 2015 kwalificatie | Sierra Leone − Seychellen | 2 − 0   |

## Samenvatting
| Competitie              | Totaal gespeeld | Winst Seychellen | Gelijk | Winst Sierra Leone | Doelsaldo Seychellen – Sierra Leone |
| ----------------------- | --------------- | ---------------- | ------ | ------------------ | ----------------------------------- |
| Afrika Cup-kwalificatie | 1               | 0                | 0      | 1                  | 0 − 2                               |
| Totaal                  | 1               | 0                | 0      | 1                  | 0 − 2                               |

SFF · A-internationals · Seychels vrouwenelftal
1980 - 1989 · 
1990 - 1999 · 
2000 – 2009 · 
2010 – 2019 ·
2020 − 2029
Algerije ·
Angola ·
Bangladesh ·
Botswana ·
Burkina Faso ·
Burundi ·
Comoren ·
Congo-Kinshasa ·
Eritrea ·
Ethiopië ·
Gabon ·
Gambia ·
Ivoorkust ·
Kenia ·
Lesotho ·
Libië ·
Madagaskar ·
Malawi ·
Malediven ·
Mali ·
Mauritius ·
Mozambique ·
Namibië ·
Nigeria ·
Oeganda ·
Palestina ·
Rwanda ·
San Marino ·
Sierra Leone ·
Soedan ·
Sri Lanka ·
Swaziland ·
Tanzania ·
Tunesië ·
Zambia ·
Zimbabwe ·
Zuid-Afrika ·
Zuid-Soedan
SLFA · 
A-internationals · 
Sierra Leoons vrouwenelftal
1966 – 1979 · 
1980 – 1989 · 
1990 – 1999 · 
2000 – 2009 · 
2010 – 2019 ·
2020 − 2029
Algerije ·
Angola ·
Benin ·
Burkina Faso ·
Burundi ·
China ·
Comoren ·
Congo-Brazzaville ·
Congo-Kinshasa ·
Djibouti ·
Egypte ·
Equatoriaal-Guinea ·
Ethiopië ·
Gabon ·
Gambia ·
Ghana ·
Guinee ·
Guinee-Bissau ·
Irak ·
Iran ·
Ivoorkust ·
Jordanië ·
Kaapverdië ·
Kameroen ·
Kenia ·
Lesotho ·
Liberia ·
Malawi ·
Mali ·
Marokko ·
Mauritanië ·
Niger ·
Nigeria ·
Sao Tomé en Principe ·
Senegal ·
Seychellen ·
Soedan ·
Somalië ·
Swaziland ·
Togo ·
Tsjaad ·
Tunesië ·
Zambia ·
Zuid-Afrika